# Hot Dance Airplay
Hot Dance Airplay — американський радіо хіт-парад танцювальної музики Billboard, що формується на основі даних про ротації композицій у стилі танцювальної (в тому числі електронної танцювальної) на радіостанціях США. Хіт-парад Hot Dance Airplay з'явився в 2003 році.

## Історія
Перший випуск хіт-параду вийшов у світ 17 жовтня 2003 року; його очолила композиція «Just the Way You Are» Milky. (Хоча, чарт почав формуватися ще з 17 серпня 2003, але не публікувався до жовтня.) Попередниками Hot Dance Airplay і родинними чартами є Hot Dance Club Songs з'явився в 1974 році і включав в себе композиції, розташованих на основі ротації в клубах США, і Hot Dance Singles Sales, що формується на основі даних про продажі синглів в стилі танцювальної музики.
Hot Dance Airplay включає в себе 25 позицій, що визначають рейтинг тієї чи іншої композиції за певну тиждень на основі тільки ротації на радіо. Для збору та аналізу даних використовується система Nielsen Broadcast Data Systems.

## Найбільша кількість хітів #1
- Виконавці, з найбільшою кількістю пісень, які очолювали Hot Dance Airplay (з 2003 року):

1. Ріанна — 9
2. Мадонна — 7
3-4. Давід Гета — 5
3-4. Кеті Перрі — 5
5-6. Джастін Тімберлейк — 4
5-6. Брітні Спірс — 4

## Радіостанції
За даними на 18 грудня 2010, дані про ротації композицій беруться з наступних радіостанцій:
- WCPT-FM (під час музичного блоку Dance Factory) — Чикаго
- WPTY-FM — Нью-Йорк
- KNHC (FM) — Сієтл
- KVBE — Лас-Вегас
- Music Choice/Dance Channel/Music Choice
- BPM/Sirius XM Radio

## См. також
- Hot Dance Club Songs